# Elmar Geulen
Elmar Geulen (* 12. Juni 1957) ist ein deutscher Motorrad-Rennfahrer. Unter dem Pseudonym Mr. Hayabusa hält er neun Weltrekorde.

## Karriere
Elmar Geulen studierte Betriebswirtschaft an der Fachhochschule Aachen. 1976 begann er, Motocross-Rennen zu fahren, und wurde bis 1982 in dieser Disziplin viermal Deutscher Meister. 1983 wechselte er zum Straßenrennsport, wo er sich innerhalb einer Saison für die internationale A/I-Lizenz qualifizieren konnte. Innerhalb der kommenden zehn Jahre bestritt Geulen zahlreiche Rennen in unterschiedlichen Klassen: Superbike-DM; 500er Grand Prix; Langstrecken-WM (als bester Privatfahrer errang er bei den „24 Stunden von Le Mans“ den vierten Platz in der Gesamtwertung). Besondere Popularität erlangte er durch seine 11 Starts bei der legendären „Tourist Trophy“ (TT) auf der „Isle of Man“.
Als einer der ersten deutschen Fahrer startete er in den 1980er Jahren bei den Asien-Grand-Prix-Rennen in Indonesien, Macao und Malaysia.
1993 wechselte Geulen in eine damals in Deutschland noch neue (aus Frankreich importierte) Rennklasse, Supermoto genannt (in Frankreich „Supermotard“); eine Mischung aus Motocross, Dirt-Track- und Straßenrennen. Hier bestritt Geulen neben den Rennen der Deutschen Meisterschafts-Serie zahlreiche internationale Läufe, unter anderem das Rennen um den „Goldenen Lenker“ in Paris (französisch: „Guidon d'Or“).
1999 entschied er sich, mit dem gerade neu auf dem Markt eingeführten Supersportler-Motorrad „Suzuki Hayabusa“ – zur damaligen Zeit das erste Serienmotorrad, das mit einer Höchstgeschwindigkeit von 300 km/h in die Zulassungspapiere eingetragen wurde – ernsthaften Rennsport zu betreiben.
Elmar Geulen ist von Suzuki International Europe auf Grund seiner sportlichen Erfolge autorisiert, den Namen Mr. Hayabusa zu tragen. Dieser findet sich als Künstlernamen auch in seinem offiziellen Ausweis der Bundesrepublik Deutschland.
2002 realisierte Elmar Geulen gemeinsam mit dem deutschen Extreme-Inlineskater Jürgen Köhler einen Weltrekord: Mit dem Inlineskater am Heck der LKM-Suzuki Hayabusa erreichte er die Geschwindigkeit von 281,25 km/h. Das Duo Geulen/Köhler bestätigte und verbesserte diesen eigenen Weltrekord jeweils in den Jahren 2003, 2004, 2005, 2006, 2007, 2008, 2009 und 2010.
Elmar Geulen war Protagonist in verschiedenen TV-Produktionen; z. B. der gemeinsame Beitrag mit der deutschen Profi-Rennfahrerin Sabine Schmitz, der für den TV-Sender DMAX auf der Grand-Prix-Strecke des Nürburgrings gedreht wurde.
2010 begann Geulen, für den TV-Sender SPORT1 (ehemals DSF) als Motorrad-Tester zu fungieren. Am 4. Dezember 2010 sollte das Duo Elmar Geulen/Jürgen Köhler im Rahmen der ZDF-Sendung Wetten, dass..? die Außenwette bestreiten. Jürgen Köhler sollte dazu – auf unter seinen Schuhen montierten Eisquadern stehend – von Elmar Geulen mit der LKM-Suzuki-Hayabusa über eine Strecke von 1000 Metern auf eine Geschwindigkeit von über 200 km/h gezogen werden. Zur Ausstrahlung dieses Stunts kam es nicht, weil die laufende Sendung wegen eines schweren Unfalls, der sich bei einer der anderen Wettvorführungen ereignete, erstmals in der ca. 30-jährigen Geschichte dieses Sendeformats abgebrochen wurde.
Im September 2012 erzielte Elmar Geulen einen neuen Geschwindigkeitsweltrekord für straßenzugelassene Motorräder mit seiner Suzuki SD-Performance-Turbo-Hayabusa über 330,43 km/h (Lichtschrankenmessung) auf der ehemaligen Landebahn für Phantom-Militärjets im rheinland-pfälzischen Pferdsfeld.
Am 20. Mai 2013 verunglückte Elmar Geulen beim 56. Bremerhavener Fischereihafen-Rennen schwer und erlitt einen dreifachen Genickbruch. Nach einer Operation und Training fühlte sich Elmar Geulen im September 2015 wieder fit genug, um einen neuen Geschwindigkeitsweltrekord aufzustellen, diesmal für straßenzugelassene Motorräder ohne Verkleidung (s.g. Naked Bikes). Am 6. September 2015 fuhr er auf der Bundesautobahn 31 mit seiner LKM-Suzuki B-King in beide Richtungen eine Maximalgeschwindigkeit von 295,5 km/h.
Am 5. August 2017 erzielte Elmar Geulen auf einem Flugplatz in Rheinland-Pfalz erneut einen neuen Geschwindigkeitsweltrekord.

Der inzwischen amtlich Schwerbehinderte toppte mit seiner 511 PS und 434 Nm starken SD-Performance-Turbo-Hayabusa powered by TurboTotal seinen eigenen Weltrekord aus 2012:

335 km/h sind nun das Maß der Dinge für straßenzugelassene Motorräder mit Verkleidung.
Am 23. Juni 2018 nutzte Elmar Geulen das WM Vorrundenspiel der deutschen Nationalmannschaft und fuhr mit seiner LKM-Suzuki auf der menschenleerer Autobahn A1 von Wisskirchen Richtung Weilerswist und zurück.
Beim zweiten Versuch um 20.54 Uhr wurden 300 km/h dreimal (301,3; 301,1 und 307,0 km/h) und in Richtung Süden zweimal überschritten (301,3 km/h bzw. 304,5 km/h).
Der daraus resultierende mittlere Spitzenwert beträgt als neuer Geschwindigkeitsweltrekord für straßenzugelassene Motorräder ohne Verkleidung nun 305,5 km/h.

## Andere Sportarten
Geulen betrieb und betreibt neben dem professionellen Motorsport verschiedene Sportarten:
- Vierer-Bob (im Eiskanal der Bobbahn in Winterberg/Hochsauerland)
- Bergsteigen (bestieg unter anderem den höchsten Berg Europas, den Mont Blanc)
- Boxen
- Kraftsport
- Jetski

Er ist Mitglied im Deutschen Journalistenverband und führt außerdem als Kaufmann verschiedene eigene Unternehmen, unter anderen im Bereich Sportmarketing und Eventservice.